# 有馬ゆみこ
有馬 ゆみこ（ありま ゆみこ、11月3日 - ）は、カナダ・クランブルック出身の日本のシンガーソングライター、舞台女優、ナレーター、帽子作家である。大沢事務所所属。血液型はB型。既婚。

## 来歴・人物
カナダのクランブルックに生まれる。その後、日本、香港、アメリカ合衆国のカリフォルニアに渡る。1987年、日本に帰国。高校3年生の時に都内の女子高に編入、卒業。
学習院大学文学部英米文学科卒業。1987年、ビーイングアーティストオーディションに合格。ボイストレーニングを受け始める。
1990年、「関 ゆみ子」（せき ゆみこ）名義で、フジテレビ系のテレビアニメ『ちびまる子ちゃん』初代オープニング曲「ゆめいっぱい」で歌手デビューを果たした。（「ゆめいっぱい」の音源発表は関ゆみ子が先行だが、CD発売はB.B.クィーンズが先行した）。「ゆめいっぱい」の作曲・編曲を手掛けた織田哲郎は、有馬にとって母方の従兄弟にあたるが、織田哲郎が歌手選定に関わった訳ではなく、オーディションを経て有馬が候補に挙がることになったものだった。この経緯は楽曲発表から30年を経た2020年に織田哲郎が自身のYouTube番組にて明らかにした。
ラジオたんぱで受験番組『合格いっぽん道』のアシスタントを担当。
1990年4月から東海テレビで、情報バラエティ番組『パコ2CH あ・きすとぜねこ』水曜パーソナリティを務めた。
1991年、11月1日に学習院大学ピラミッド校舎前ステージで学園祭コンサート。11月3日の東海大学沼津キャンパス学園祭では、ビーイングの後輩で大ブレイク前のZARDのライブのオープニングアクトとして出演している（同日は関の誕生日でもあったため、関にとってバースデーライブとなった）。
1992年に入ると名義を「関 有美子」と改め、シングル「EVERY HAPPINESS」をリリース(「シルバニアファミリー」のイメージソングとして)。さらに夏頃より名義を「瀬木 佑未子」と改めて、オムニバスアルバムへの参加や、他のアーティストへの楽曲提供を行う。また、女性ボーカルグループ「Beaches」（ビーチーズ）を髙田万由子、黒澤摩璃子らと結成し、シングル2枚、アルバム1枚をリリース。
その後、「有馬 ゆみこ」と改名。
2001年からは一の宮はじめの演劇集団シアターワンのメンバーとして、舞台「JazzSinger」「JazzSinger II」「JazzSinger III」二人芝居シリーズ「帰ってきたかもめ」「美少女ナナ」「あざみ野珠子〜某月某日日記」などに出演。
以降、歌・ダンスを取り入れた舞台活動を、新宿界隈で続けている。
2004年、NHK教育テレビの番組『さわやか3組』に主人公・公平の亡き母親役で出演。
2010年4月、手作りの帽子工房「アンクア工房」を仲間と共に立ち上げる。
1990年の歌手デビュー当時、芸名をスタッフと共に「関ゆみこ」と決めていたが、初めてTVにテロップが出た際に「関ゆみ子」と誤って表記されてしまい「修正してください」とは言い出せず、その名前で活動が始まってしまった、とブログで告白している。（何のTV番組かは不明）。
その後、カラオケ本には「関ゆめ子」、新聞には「岡ゆみ子」と掲載されるなど、不思議なほど誤植のスパイラルに巻き込まれてしまったと嘆く。
2020年、楽天市場の母の日PRのテレビCMにおいて、作中でラジオから流れる曲として有馬ゆみこ本人歌唱による「ゆめいっぱい」のセルフカバー版が使用された。なお、ボーカルは29年ぶりに再録されたとのことである。
2021年7月、自主制作による新アレンジで「ゆめいっぱい2021」「EVERY HAPPINESS2021」をYouTubeで発表。有馬ゆみこ本人が撮影・編集を手掛けた「ゆめいっぱい2021」のミュージックビデオも公開。2021年バージョンの「ゆめいっぱい」のダウンロード配信が開始された（iTunesやレコチョクその他）。
2024年11月20日、TBSテレビ『ラヴィット!』にて、見取り図の盛山晋太郎が「子どもたちに教えたいもの」としてテレビアニメ「ちびまる子ちゃん」初代OP曲「ゆめいっぱい」を紹介。その直後にサプライズゲストとしてスタジオ出演し、「ゆめいっぱい」を生歌唱で披露しスタジオが大盛り上がりしただけでなく、Xでは「ゆめいっぱい」がトレンド1位に急浮上した。有馬によると、同曲をテレビ番組で生歌唱したのは楽曲発表から35年目にして初だった、とのこと。

## ディスコグラフィ

### 関ゆみ子名義

#### シングル
- ゆめいっぱい  c/w もうおやすみなさい（1990年4月21日発売、air RECORDS / BMGビクター）

#### アルバム
- TOO MANY DREAMS （1990年7月4日発売、air RECORDS / BMGビクター）
- Good Morning （1991年6月5日発売、DOG HOUSE / BMGビクター）

### 関有美子名義

#### シングル
- EVERY HAPPINESS c/w YOUR DREAMS（1992年4月21日発売、DOG HOUSE / BMGビクター）

※「EVERY HAPPINESS」はシルバニアファミリーイメージソングとして当時リリースされ、リリースから約25年を経過した現在もシルバニアファミリーの外部公演やショウなどで使用されている楽曲である。

### 瀬木佑未子名義
オムニバスアルバム
- ROYAL STRAIGHT SOUL III Vol.2 Red Lovers （M-06「EVERYTHING」、1992年7月2日発売）
- ウーマンドリーム オリジナルサウンドトラック（「〜My Blue〜 ひとめだけでも」、1992年12月2日発売）

### Beaches名義

#### シングル
- いますぐ夏へ連れ去って… c/w はじめて（1993年12月1日発売、VAP / B-VAP）
- 真夏のBOYS&GIRLS c/w 夏を遅らせて…（1994年8月1日発売、VAP / B-VAP）

#### アルバム
- Beaches （1994年8月31日発売、VAP / B-VAP）

## 楽曲提供

### 作詞：作曲
- Mi-Ke「お気に入りのワーゲン」「星空にTEARDROPS」「BLUE MOONのように」ほか
- 柳原愛子「WITHOUT KISSING YOU」

### 作曲
- 中原薫「永遠に守りたい」
- BAAD「どんな時でもHold Me Tight」
- Beaches 全曲
- 柳原愛子「悲しみの向こう側に…」

### 作詞
- Mi-ke「涙のLonely Story On The Beach」（関有美子名義）「わたしのヒーロー」

（※）すべて瀬木佑未子

## 出演作品

### 舞台
- 演劇集団シアターワン
- JazzSinger

### 映画
- COACH コーチ 40歳のフィギュアスケーター（2010年） - 場内アナウンス役（声のみ）。
- 東京オアシス（2011年） - ラジオDJ役（声のみ）。
- 君の膵臓をたべたい（2017年） - ニュースキャスター役（声のみ）。

### テレビ番組
- パコ2CH あ・きすとぜねこ（1990年4月 - 降板時期不明、東海テレビ）
- 新・真夜中の王国（1998年4月 - 2003年3月、NHK-BS2） - エンターテインメント・ニュースキャスターとしてレギュラー出演。
- さわやか3組（2004年10月22日、NHK教育テレビ） - 主人公・公平の亡き母親役。
- さわやかヘルシー（テレビ朝日） - 通販番組の「さわやかお姉さん」としてレギュラー出演。
- Hollywood Express （WOWOW） - メインナビゲーター・クリス智子の産休時のピンチヒッターとして短期間担当。
- ラヴィット!（2024年11月20日、TBSテレビ） - 「ちびまる子ちゃん」初代OP「ゆめいっぱい」を生放送で披露。

### ラジオ番組
- ピンク&ゴールド（J-WAVE）
- アオバコネクション（横浜コミュニティ放送）
- 有馬ゆみこのWalkingOnAir（レインボータウンFM）2025.4月～第一土曜日午後２時～３時

### 声の出演
- サード・ウォッチ（ワーナー・ブラザース・テレビジョン） - テレビドラマ吹き替え。
- フルメタル・パニック? ふもっふ「仁義なきファンシー」（2003年、フジテレビ） - 米国人アナウンサー役。
- 相棒 Season5 第8話「赤いリボンの殺意」（2006年、テレビ朝日） - DJ役（声のみの出演）。
- GRANRODEO 10枚目のシングル「tRANCE」（2009年4月22日発売）の冒頭の英語のセリフを担当。
- 東映チャンネル番宣ｃｍ（ナレーション）
- Amazon オーディブルとんぼとサカナ　- 謎の女性DJ役。（佐久間宣行プロデュースの番組で、主演の極楽とんぼ加藤浩次とサカナクション山口一郎とラジオドラマコントを繰り広げる。）
- 猫ルンルン♪るるるルーム （BSテレ東） - オリジナルテーマソング「猫るんるんダンス」（歌）
- キソ英語を学んでみたら世界とつながった。（ナレーション）